# Canon RF 14-35mm f/4L IS USM
El Canon RF 14-35mm f/4L IS USM és un objectiu zoom el qual esta entre una focal gran angular i normal, de la sèrie L amb muntura Canon RF.

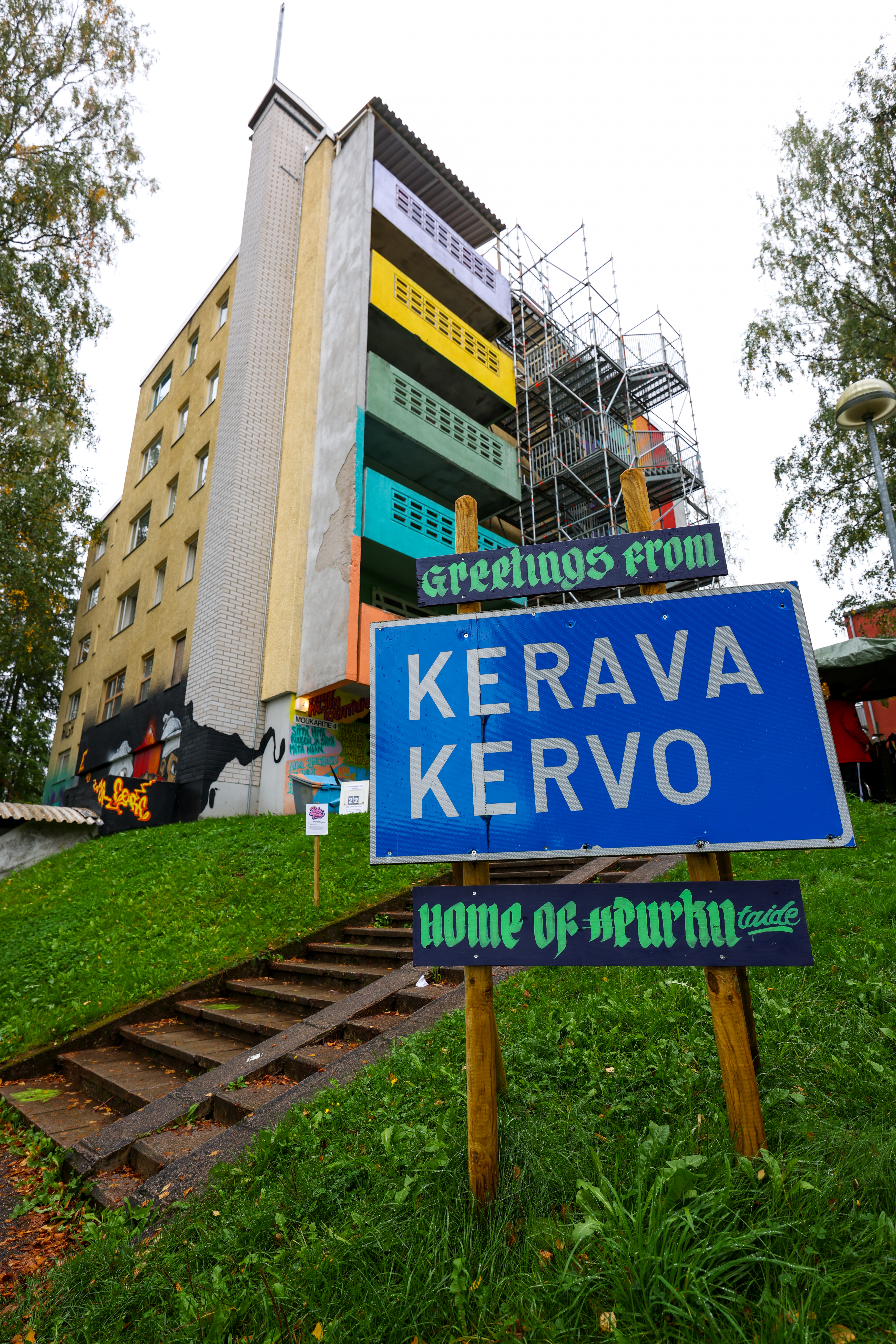
Edifici fotografiat a 18mm amb el Canon RF 14-35mm f/4L IS USM

Aquest va ser llençat el 2021. És l'òptica zoom de la sèrie RF de Canon amb una focal més gran angular. Aquest objectiu serveix sobretot per fotografia de paisatge i arquitectura. El 2022 va guanyar el premi de Technical Image Press Association (TIPA) com a millor objectiu zoom gran angular per a càmeres full frame a la fira Photopia d'Hamburg.

## Característiques
Les característiques més destacades són:
- Distància focal: 14-35mm
- Obertura: f/4.0 - 22
- Motor d'enfocament: USM (Motor d'enfocament ultrasònic, ràpid i silenciós)
- Estabilitzador d'imatge de 5,5 passes
- Distància mínima d'enfocament: 20cm
- Rosca de 77mm
- Distorsió òptica a 14mm de -0,20% (tipus barril) i a 35mm de -0,08% (tipus coixí).[5]
- A 14mm i f/4 l'objectiu ombreja les cantonades amb gairebé dues passes de llum, a partir de f/11 aquest efecte ja disminueix fins aproximadament un pas. A 35mm i f/4 l'objectiu ombreja les cantonades amb gairebé dues passes i mitja de llum, a partir de f/5.6 aquest efecte ja disminueix fins aproximadament un pas i mig.[5]
- La millor qualitat òptica a 14mm la trobem entre f/4, encara que es mante molt estable fins a f/8. I a 35mm la millor qualitat la trobem a f/4 al centre, i entre f/5.6 i f/8 a les cantonades.[5]

## Construcció
La muntura i algunes parts internes són de metall, la resta és de plàstic. El diafragma consta de nou fulles, i les setze lents de l'objectiu són distribuïdes en dotze grups. Consta de tres lents d'ultra baixa dispersió, una de les quals també és asfèrica. L'òptica consta d'un revestiment de sublongitud d'ona i un revestiment d'esfera d'aire que ajuden a reduir els efectes fantasma. Dues més són de fluorita per resistir la brutícia i taques. S'hi poden adaptar accessoris com a tapes, parasol o filtres.

## Objectius similars amb muntura Canon RF
- Canon RF 15-30mm f/4.5-6.3 IS STM[7]
- Canon RF 15-35mm f/2.8L IS USM[8]